# 玫瑰毒鮋
玫瑰毒鮋（学名：Synanceia verrucosa）又稱腫瘤毒鮋，俗名老虎魚，是輻鰭魚綱鮋形目毒鮋科的其中一種。

## 分布
本魚分布於印度－太平洋一帶海域。

## 深度
海岸潮間帶至水下40公尺。

## 特徵
本魚體平扁，前部寬約等於體高。頭大，形狀不規則。口大斜裂近垂直。體無鱗，皮粗厚，身上有許多大小形狀不一之皮質突起。體色多變化，體側有3條寬橫帶，胸鰭前後各有一條弧狀寬紋，中間及外端則色淡。背鰭連續，背鰭棘12～14，基部有毒腺，能分泌神經毒素，毒性足以令人致命。體長可達40公分。

## 生態
本魚常停棲於礁區平台或碎石區，偽裝自己融入四周環境，伺機獵食魚類、甲殼類。

## 經濟利用
在日本料理中有做為生魚片使用。